# Johann Heinrich Egli (Komponist)
Johann Heinrich Egli (* 4. März 1742 in Seegräben (Kanton Zürich); † 19. Dezember 1810 in Zürich) war ein Schweizer Komponist und Musikpädagoge. Er gehörte zu den wichtigsten Vertretern der Wetziker Schule.

## Leben
Johann Heinrich Egli stammte aus einer Familie in der Zürcher Landschaft. Er erhielt seinen ersten musikalischen Unterricht beim Pfarrer und Liederkomponisten Johann Schmidlin. Seit 1760 lebte er in Zürich, wo er autodidaktisch die Werke von Johann Philipp Kirnberger, Friedrich Wilhelm Marpurg und Carl Philipp Emanuel Bach studierte. Als Lehrer für Klavier und Gesang schuf er sich in Zürich einen Namen; unter anderem unterrichtete er auch seinen acht Jahre jüngeren Freund Johann Jakob Walder. Egli spielte zudem im Zürcher Collegium musicum. Zu seinen Freunden zählten Hans Georg Nägeli, Johann Caspar Lavater und der Dichterpfarrer Jakob Hess. Von Lavater hat Egli eine Reihe vor allem patriotischer Texte vertont. Egli haben Gian Battista Frizzonis romanisch sprachigen Liederbücher "Canzuns spirituaelas davart Cristo Gesu, il bun pastur, e deliziusa paschura per sias nuorsas" (Celerina 1765) und "Testimoniaunza" (Celerina 1789) musikalisch stark beeinflusst.

## Werke (Auswahl)
- Schweizerlieder von verschiedenen Verfassern, als ein zweyter Theil zu Hrn. Lavaters Schweizerliedern. In Musik gesetzt von Joh. Heinrich Egli. 1787. (50 Lieder, Librettist Johann Caspar Lavater)
- Schweizerlieder mit Melodieen. 2 Bde. David Bürkli, Zürich 1796–1798 (Digitalisat).
- Lieder der Weisheit und Tugend. Bürkli, Zürich 1811.[3]

Herausgeberschaft
- Musikalische Blumenlese für Liebhaber des Gesangs und Claviers. 2. Bde., 1786, 1789. Mit Liedern u. a. von Carl Philipp Emanuel Bach und Johann Abraham Peter Schulz